# Макбет (король Шотландії)
Макбет (Mac Bethad mac Findláich, шотл.-ґельськ. MacBheatha mac Fhionnlaigh, 1005 — 15 серпня 1057) — Мак Бехад мак Фіндлах — король Шотландії з 14 серпня 1040 до 15 серпня 1057. Відомий за однойменною трагедією Вільяма Шекспіра «Макбет».

## Походження та історична епоха
В XI столітті у Шотландії не було правових норм успадкування престолу, королів обирали серед групи претендентів на основі системи тан (англ. Tanistry). Це спричиняло до відкритої боротьби претендентів, та навіть до вбивств.
Макбет був сином Фіндлеха мак Руайдрі, правителя Муреї (Findláech mac Ruaidrí, також Findláech of Moray), який у суперечці за престол обрав невигідну сторону. Одружившись з Дабдою (Dabhda), донькою Малкольма II та сестрою Бетоки (мати пізнішого короля Дункана I), він зблизився з родом Атолл (Ахолл) (Atholl) і відцурався власного роду — дому Мурей (Moray). За це його вбив близько 1020 року один із племінників — Ґілле Комґейн (Gille Comgain) або МалКольм (Máel Coluim mac Máil Brigti).
Малкольм перейняв владу, а помер 1029 за невизначених обставин. Його наступником став Ґілле Комґейн, котрий помер 1032 (або 1031).

## Мормер та вождь клану
Про причетність Макбета до цих смертей нічого не відомо. Макбет одружився з удовою Ґілле Комґейна — Ґруох (Gruoch ingen Boite meic Cináeda), він усиновив її сина Лулаха (шотл. — Lulach) від попереднього шлюбу. Лулах пізніше був королем Шотландії (з 15 серпня 1057 по 17 березня 1058). З 1032 року по 1057 рік він був мормером (правителем) Мореї. У 1039—1040 роках король Шотландії Дункан І невдало воював з Англією. Це викликало незадоволення вождів шотландських кланів. Макбет претендував на трон шотландських королів, на який, на його думку, він мав більше прав. Дункан І пішов походом на Морею і загинув у битві під Бохнагованом (шотл. — Bothnagowan).

## Король Шотландії
Після смерті Дункана І Доброго Макбет став королем Шотландії. У 1045 році проти Макбета повстав абат Крінан (батько Дункана), що був одночасно вождем клану Атолл, але був убитий у битві біля Дункельда. Після цього влада Макбета стала незаперечною (нащадки Дункана втекли). У 1046 році відбив напад Сіварда, ярла Нортумбрії, що намагався посадити на трон Малкольма, сина Дункана I.
У 1050 році Макбет здійснив паломництво до Риму, де прославився щедрими пожертвами. У 1052 році в Англії відбувся антинорманський переворот — нормани, що були при дворі короля Едуарда Сповідника, були вигнані та знайшли притулок при дворі короля Макбета. Це було використано Сівардом як привід для підтримки свого родича Малкольма — сина Дункана.
У 1054 році війська Сіварда почали війну і розбили Макбета. Через три роки Макбет загинув у битві під Лумфаном (15 серпня) біля Абердіна. За переказом він був убитий у герці з шотландським аристократом Макдуфом. Поховано в усипальні шотландських королів на острові Айона. Трон успадкував його прийомний син Лулах, який ввійшов в історію як Лулах Дурень.

## Образ короля Макбета в мистецтві

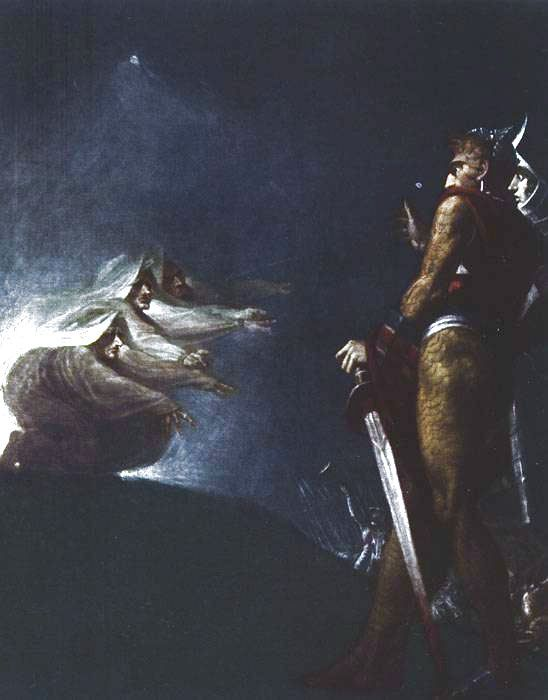
Джон Фузелі, «Макбет та відьми»

Образ короля Макбета ліг в основу однієї з найвідоміших драм Вільяма Шекспіра. Однак цей твір ґрунтовано не на історичних фактах, а на хроніках англійського письменника XVI століття Рафаеля Голіншеда (Raphael Holinshed). Драма зображає перетворення Макбета, підлеглого короля Дункана, на вбивцю короля та його божевілля.
Поема Шекспіра стала основою іншого відомого твору — однойменної опери Джузеппе Верді, першої з шекспірівських опер композитора.